# Енді Ядом
Енді Ядом (англ. Andy Yiadom, нар. 2 грудня 1991, Лондон) — англійський і ганський футболіст, правий фланговий захисник і півзахисник англійського «Редінга» та національної збірної Гани.

## Клубна кар'єра
Народився 2 грудня 1991 року в Лондоні. Вихованець футбольної школи «Вотфорда».
У дорослому футболі дебютував 2010 року виступами за команду «Гейс енд Їдінг Юнайтед», в якій провів один сезон, взявши участь у 36 матчах на рівні п'ятого англійського дивізіону. Згодом ще протягом сезону грав на тому ж рівні за «Брейнтрі Таун».
Влітку 2012 року перебравс до «Барнета», представника четвертого дивізіону англійської першості, кольори якого захищав протягом  чотирьох сезонів своєї ігрової кар'єри. Більшість часу, проведеного у складі «Барнета», був основним гравцем команди.
Протягом 2016–2018 років грав у Чемпіоншипі, другому за силою англійському дивізіоні, за команду «Барнслі», після чого продовжив виступи на тому ж рівні у складі «Редінга».

## Виступи за збірну
На рівні збірниї погодився захищати кольори своєї історичної батьківщини і 2016 року дебютував в офіційних матчах за національну збірну Гани.
У складі збірної був учасником Кубка африканських націй 2017 року у Габоні, де взяв участь у двох іграх. Згодом був основним правим захисником національної команди на Кубку африканських націй 2019 в Єгипті та Кубку африканських націй 2021 в Камеруні.
| Дата       | Місто                    | Господарі           | Результат               | Гості             | Турнір                                             | Голи | Примітки |
| ---------- | ------------------------ | ------------------- | ----------------------- | ----------------- | -------------------------------------------------- | ---- | -------- |
| 25-1-2017  | Порт-Жантіль             | Єгипет              | 1 – 0                   | Гана              | Кубок африканських націй 2017 - 1-й етап           | -    |          |
| 4-2-2017   | Порт-Жантіль             | Буркіна-Фасо        | 1 – 0                   | Гана              | Кубок африканських націй 2017 - матч за 3-тє місце | -    |          |
| 30-5-2018  | Йокогама                 | Японія              | 0 – 2                   | Гана              | товариський матч                                   | -    |          |
| 7-6-2018   | Рейк'явік                | Ісландія            | 2 – 2                   | Гана              | товариський матч                                   | -    | 76'      |
| 8-9-2018   | Найробі                  | Кенія               | 1 – 0                   | Гана              | Відбір до Кубка африканських націй 2019            | -    |          |
| 25-6-2019  | Ісмаїлія                 | Гана                | 2 – 2                   | Бенін             | Кубок африканських націй 2019 - 1-й етап           | -    |          |
| 29-6-2019  | Ісмаїлія                 | Камерун             | 0 – 0                   | Гана              | Кубок африканських націй 2019 - 1-й етап           | -    |          |
| 2-7-2019   | Суец                     | Гвінея-Бісау        | 0 – 2                   | Гана              | Кубок африканських націй 2019 - 1-й етап           | -    |          |
| 8-7-2019   | Ісмаїлія                 | Гана                | 1 – 1 д.ч. (4 – 5 п.п.) | Туніс             | Кубок африканських націй 2019 - 1/8 фіналу         | -    |          |
| 14-11-2019 | Кейп-Кост                | Гана                | 2 – 0                   | ПАР               | Відбір до Кубка африканських націй 2021            | -    |          |
| 18-11-2019 | Сан-Томе (місто)         | Сан-Томе і Принсіпі | 0 – 1                   | Гана              | Відбір до Кубка африканських націй 2021            | -    |          |
| 8-6-2021   | Рабат                    | Марокко             | 1 – 0                   | Гана              | товариський матч                                   | -    |          |
| 12-6-2021  | Кейп-Кост                | Гана                | 0 – 0                   | Кот-д'Івуар       | товариський матч                                   | -    |          |
| 3-9-2021   | Кейп-Кост                | Гана                | 1 – 0                   | Ефіопія           | Відбір до ЧС 2022                                  | -    |          |
| 11-11-2021 | Йоганнесбург             | Ефіопія             | 1 – 1                   | Гана              | Відбір до ЧС 2022                                  | -    |          |
| 14-11-2021 | Кейп-Кост                | Гана                | 1 – 0                   | ПАР               | Відбір до ЧС 2022                                  | -    | 41'      |
| 5-1-2022   | Ер-Райян (муніципалітет) | Алжир               | 3 – 0                   | Гана              | товариський матч                                   | -    | 76'      |
| 10-1-2022  | Яунде                    | Марокко             | 1 – 0                   | Гана              | Кубок африканських націй 2021 - 1-й етап           | -    |          |
| 14-1-2022  | Яунде                    | Габон               | 1 – 1                   | Гана              | Кубок африканських націй 2021 - 1-й етап           | -    |          |
| 18-1-2022  | Гаруа                    | Гана                | 2 – 3                   | Коморські Острови | Кубок африканських націй 2021 - 1-й етап           | -    | 78' 81'  |
| Усього     |                          | Матчів              | 20                      |                   | Голів                                              | 0    |          |